# Землетрясение и цунами Дзёган-Санрику (869)
Землетрясение и цунами Дзёган-Санрику (869) (яп. 貞観地震), также Землетрясение Дзёган-Санрику (яп. 貞観三陸地震) — одно из сильнейших в истории Японии землетрясений, сопровождавшееся цунами, имевшее место 9 июля 869 года в Тихом океане у побережья Санрику. Называемая также иногда дата 13 июля является ошибочной (следствием анахронического употребления григорианского календаря).
Землетрясение так было описано в созданной в 901 году императорской хронике Нихон Сандай Дзицуроку (том 16-й):

«5 месяц,…26-й день: Сильное землетрясение в провинции Муцу. Небо светится знамениями. Вскоре слышны вскрики людей. Упавшие не в состоянии подняться. Некоторые раздавлены обрушившимися домами и погибли, другие были поглощены разверзшейся землёй и погибли. Кони и быки в панике топчут друг друга. Бесчисленные строения — стены крепостей, башни, склады, ворота и ограждения обрушиваются. Море ревёт как гром, гигантские волны обрушиваются на берега и поднимаются вглубь территории всё выше. Очень быстро они достигают города-крепости. Море покрыло сотни миль площади, и никто теперь не знает, где было побережье. Поля и дороги стали океаном. Не было времени сесть в лодки или укрыться в горах. Погибли около тысячи человек. Имущество было утрачено, почти весь урожай погиб.»
Оригинальный текст (яп.)五月[…]廿六日癸未。陸奥国地大震動。流光如晝隠映。頃之。人民叫呼。伏不能起。或屋仆壓死。或地裂埋殪。馬牛駭奔。或相昇踏。城郭倉庫。門櫓墻壁。頽落顛覆。不知其数。海嘯哮吼。聲似雷霆。驚濤涌潮。泝徊漲長。忽至城下。去海数千百里。浩々不辧其涯俟矣。原野道路。惣為滄溟。乗船不湟。登山難及。溺死者千許。資産苗稼。殆無孑遺焉。

Упомянутый город-крепость идентифицируется с замком Тага в коммуне Тагадзё, который в IX веке был центром провинции (кокуфу). При археологических изысканиях на его территории были установлены признаки разрушений, относящиеся к VIII—IX столетиям.
Основываясь на указанных разрушениях, можно оценить сейсмическую интенсивность землетрясения Дзёган-Санрику в 5 баллов, что соответствует магнитуде в 8,6 mw. Само землетрясение произошло в Тихом океане на полосе длиной в 200 км, шириной в 85 км и на глубине в 1 км. Высота обрушившихся на берег цунами достигала 8 метров. Длина волны, затопившей прибрежные территории, была от 100 до 200 км. При современных геологических исследованиях на равнине между городами Сёндай и Сёма были найдены морские отложения, оставленные цунами 869 года на расстоянии в 4—4,5 км от береговой черты. Это объясняет столь высокое число жертв во времена, когда плотность населения в Японии была значительно ниже нынешней.
Установлены два подобных по разрушительной силе, более ранних цунами в этом же регионе. Первое имело место между 910 и 670 годами до н. э., второе — между 140 и 150 годами н. э. Исходя из этого, следует ожидать, что подобные катастрофические явления происходят в регионе Санрику каждые 800—1100 лет, а с учётом происшедшего в 1611 году землетрясения Кейсё-Санрику — каждые 450—800 лет.